# Orlando della Rovere-del Carretto

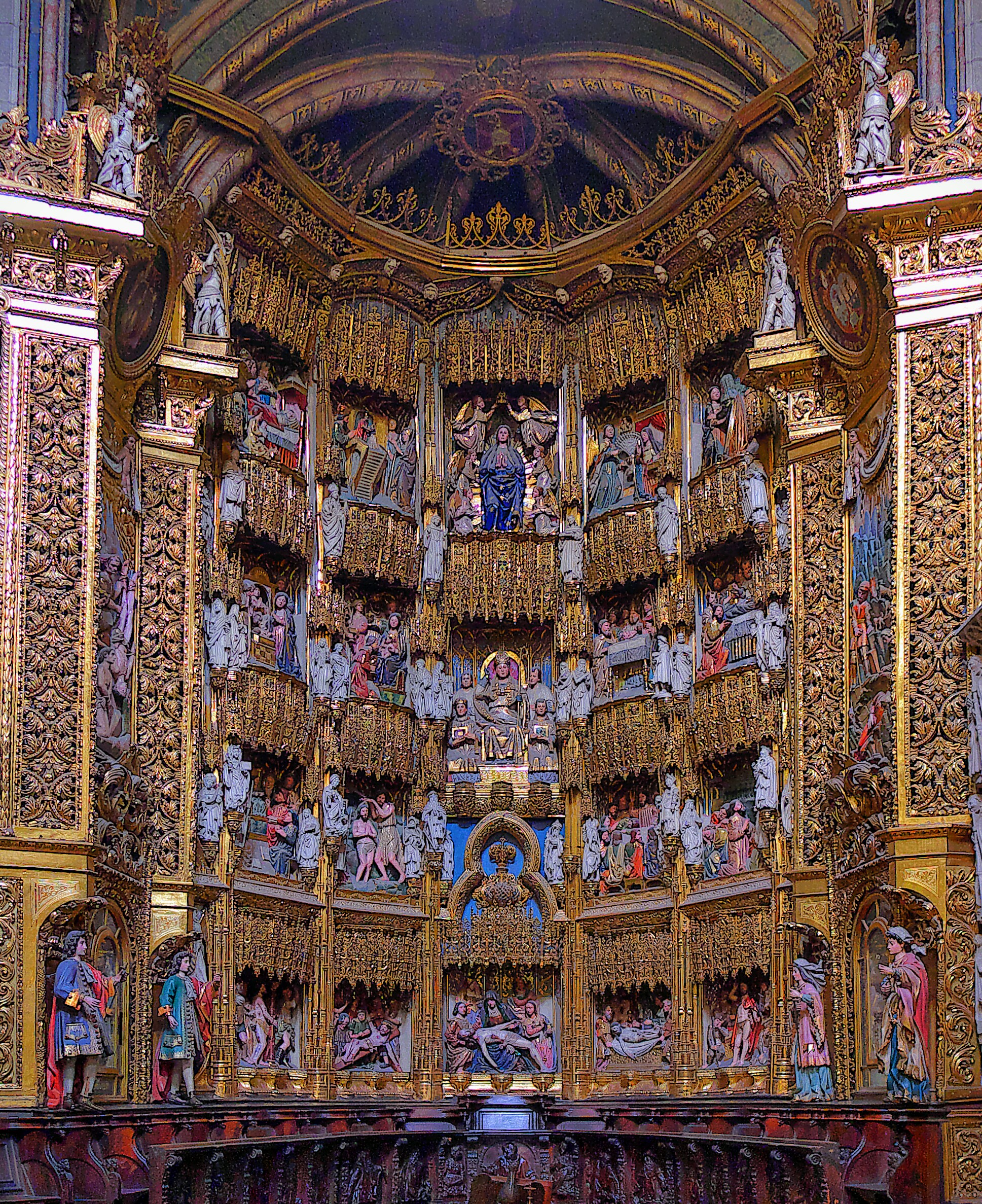
L'altare della Cattedrale di Orense fatto da Cornelius d'Olanda per volere di Orlando del Carretto

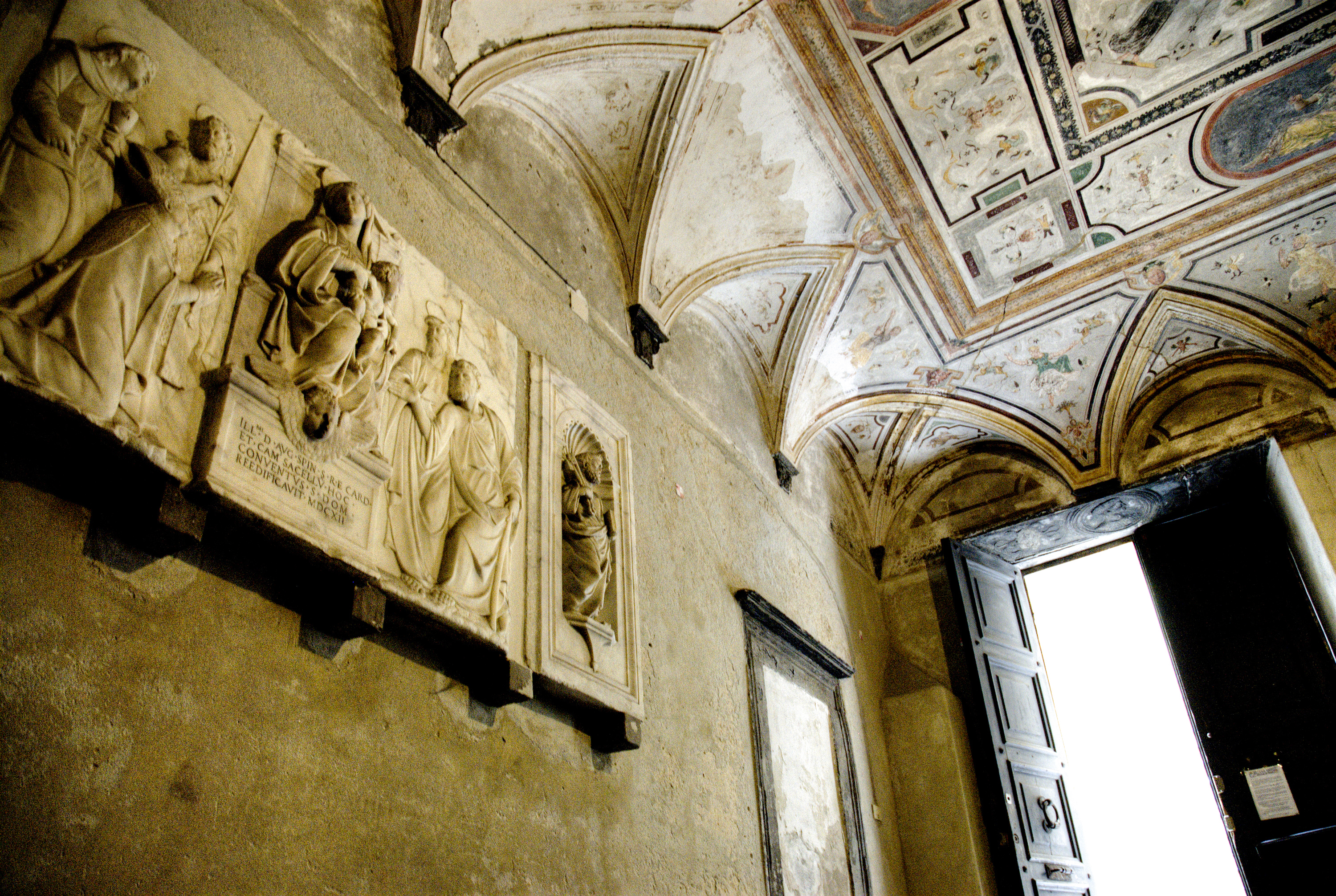
Atrio d'ingresso al Palazzo del Carretto (poi Pavese e Pozzobonello) a Savona e resti del mausoleo del cardinale Agostino Spinola.

Orlando della Rovere-del Carretto (anche Rolando del Carretto; Savona, ... – Cairo Montenotte, 1529) è stato un nobile e arcivescovo cattolico italiano appartenente alla famiglia del Carretto degli Aleramici, anche per via materna alla consorteria della Rovere, il cui nome adottò per volere di papa Giulio II, che lo nominò tesoriere generale della Chiesa a Roma, arcivescovo di Avignone, di Nazareth e di Taranto, amministratore apostolico di Orense, governatore della Romagna e di Bologna.

## Origine
Nacque a Savona dal marchese Andrea del Carretto e Isabella Grosso della Rovere. Il padre, fratello d'un altro Orlando (anche chiamato Rolando) da cui riceve il nome, apparteneva alla famiglia del Carretto degli Aleramici, in particolare alla discendenza del marchese Ugone, podestà di Savona, figlio di Ottone, ultimo marchese sovrano di Savona. La madre Isabella, sorella dei cardinali Clemente e Leonardo Grosso della Rovere, apparteneva alla consorteria della Rovere, guidata allora dal cardinale Giuliano della Rovere (papa Giulio II). La nonna Maria, sorella del cardinale Girolamo Basso della Rovere, era anche nipote di Sisto IV. Per via di padre, si era così legato al cardinale Carlo Domenico del Carretto, fratello del marchese Galeotto II del Finale, appartenente insieme ad altri savonesi alla cerchia di Giulio II.

## Carriera
Fu monaco cistercense dell'abbazia di Chiaravalle in Milano, e anche poi successore del zio Girolamo Basso della Rovere come abate commendatario dell'Abbazia di Santa Maria di Valdiponte dell'Ordine di San Benedetto.
Il 10 ottobre 1509 venne nominato da Giulio II tesoriere generale della Chiesa (incarico che mantenne fino alla morte di Giulio II) e lo stesso giorno arcivescovo di Taranto, in successione all'astigiano Enrico Bruni, deceduto a Roma il 1º ottobre. A Roma aveva avuto un ruolo chiave nella gestione amministrativa dei cantieri artistici delle Stanze vaticane.
Il 24 aprile 1510 ricevette la nomina di arcivescovo di Nazareth, la cui sede era stata trasferita a Canne (Barletta).
Il 1º ottobre 1511 venne anche nominato amministratore apostolico della diocesi di Orense in Spagna, e affidò a Cornelius d'Olanda la costruzione del Retablo di Orense.
Nel 1512 venne nominato da Giulio II successore dello spagnolo Antonio Flores come arcivescovo di Avignone. Nell'agosto dello stesso anno fu nominato vicelegato pontificio a Bologna  insieme a Francesco Frescobaldi  (poco dopo la definitiva presa di Bologna da parte di Giulio II). A settembre fu nominato governatore della città e tenente della legazione del cardinale Giovanni de' Medici.
Dopo la nomina a papa del cardinale Giovanni de' Medici con il nome di Leone X, viene chiamato a Roma per partecipare al Concilio Lateranense V, dove è erroneamente registrato da alcuni autori come morto nel 1517.

## Ospite di Adriano VI a Savona
Il 16 agosto 1522 il papa fiammingo Adriano VI, precettore de l'imperatore Carlo V, in viaggio tra Roma e Spagna, arrivò a Savona, dopo essersi imbarcato con 9 galee e 2 brigantini. Gli andarono incontro l'arcivescovo d'Avignone Orlando del Carretto e Girolamo Adorno, a bordo di due fregate, con le quali scortarono le galee del papa e gli presentarono le chiavi della città. Dopo la benedizione impartita nell'antica cattedrale in presenza del Consiglio degli Anziani, il corteggio si diresse al palazzo del arcivescovo, dove il papa ricevette alcuni illustri savonesi e gli ambasciatori genovesi e riposò una notte prima di continuare il viaggio.

## Palazzo del Carretto (poi Pavese e Pozzobonelli)
Il Palazzo del Carretto (poi Pavese e Pozzobonelli) fu edificato dall'arcivescovo Orlando, secondo l'iscrizione nell'atrio d'ingresso che data l'apertura al 1527. Nel 1530 era proprietà del fratello Carlo del Carretto e del nipote Carlo Antonio.
Resta la serie di Uomini illustri fatta in maiolica dal ceramista toscano Antonio Tamagni da San Gimignano, prossimo a Vincenzo Tamagni di San Gimignano già legato al arcivescovo Orlando dalla gestione delle stanze vaticane.
Nel 1621 i gesuiti l'acquistarono per il Collegio della Compagnia di Gesù a Savona. Il palazzo fu successivamente acquistato dai padri della Missione, dai Pavese e dai Pozzobonelli. Attualmente accoglie la sede del'Archivio di Stato di Savona.
Racchiude alcuni resti del mausoleo del cardinale Agostino Spinola, parzialmente recuperati dal convento di San Domenico il Vecchio al Priamar, distrutto dai genovesi nel 1544.

## Morte
Morì a Cairo Montenotte nel 1529. Il suo corpo fu traslato e seppellito nella Cattedrale Vecchia di Savona (distrutta dai genovesi nel 1544), e nel 1596 venne traslato alla nuova cattedrale di Santa Maria Assunta.